# Alle Hunde lieben Theobald
Alle Hunde lieben Theobald war eine 12-teilige Familienserie des ZDF, die 1969 und 1970 in zwei Staffeln zu je 6 Folgen ausgestrahlt wurde.

## Inhalt
Obwohl Theobald nach eigenen Worten nicht viel von geregelter Arbeit hält, ist er immer hilfsbereit und zur Stelle, wenn Not am Mann ist, sei es zum Babysitten oder zum Hundeausführen. Allerdings kommt es auch gelegentlich vor, dass er ohne Wissen des Besitzers mit einem Hund Gassi geht und diesen dann – gegen Zahlung einer Belohnung – als vermeintlichen „Ausreißer“ wieder zurückbringt. Frau Kuschka als seine Zugehfrau ist die gute Seele des Hauses.

## Sonstiges
Die Serie wurde von der Novafilm Fernsehproduktion in Berlin produziert. Die jeweils 45 Minuten langen Folgen liefen alle 14 Tage sonntags um 20.15 Uhr. Die komplette Serie ist auf drei DVDs erhältlich. In der Folge Struppi und der kleine Bruder spielt die junge Eva Mattes an der Seite ihrer Mutter Margit Symo eine ihrer ersten Fernsehrollen. In der Folge Der falsche Vater sah man Almut Eggert und Wolfgang Spier gemeinsam vor der Kamera. Beide waren von 1959 bis 1965 miteinander verheiratet.

## Episodenliste

### Staffel 1 (Schwarz/Weiß)
| Nr. (gesamt) | Nr. (Staffel) | Erstausstrahlung | Titel                          | Gastschauspieler (Auswahl)                                                                                    |
| 1            | 1             | 19. Januar 1969  | Billi und das Baby             | Anita Kupsch, Sabine Eggerth, Günter Pfitzmann, Kurt Jaggberg, Martin Hirthe                                  |
| 2            | 2             | 2. Februar 1969  | Diana und die Landgräfin       | Ilse Steppat, Hilde Sessak, Stefan Behrens, Tilo von Berlepsch, Heinz Rabe, Rose Renée Roth, Reinhold Brandes |
| 3            | 3             | 16. Februar 1969 | Nelly und der Nervenarzt       | Alice Treff, Ulrich Beiger, Iska Geri, Enzi Fuchs, Lutz Mackensy                                              |
| 4            | 4             | 2. März 1969     | Bodo und der Hundertmarkschein | Hans Hessling, Horst Niendorf, Hans-Jürgen Janza, Wolfgang Völz, Günter Meisner, Edith Schollwer              |
| 5            | 5             | 16. März 1969    | Struppi und der kleine Bruder  | Eva Mattes, Hannelore Schroth, Hermann Lenschau, Ursula Diestel, Margit Symo, Günter Glaser                   |
| 6            | 6             | 30. März 1969    | Barry und die Schmetterlinge   | Alfred Balthoff, Ursula Herwig, Thomas Braut, Peter W. Staub, Kurt Pratsch-Kaufmann                           |

### Staffel 2 (Farbe)
| Nr. (gesamt) | Nr. (Staffel) | Erstausstrahlung   | Titel                 | Gastschauspieler (Auswahl)                                                             |
| 7            | 1             | 5. Juli 1970       | Whisky und Wodka      | Jürgen Thormann, Uta Sax, Peter Schiff, Brigitte Mira, Klaus Jepsen, Franz-Otto Krüger |
| 8            | 2             | 19. Juli 1970      | Amandus und der Clown | Maria Litto, Hans W. Hamacher, Marlies Draeger                                         |
| 9            | 3             | 2. August 1970     | Der erste Preis       | Dirk Dautzenberg, Wolfgang Völz, Heinz Rabe, Ingeborg Wellmann, Ronald Dehne           |
| 10           | 4             | 16. August 1970    | Assur und der Inder   | Lutz Mackensy, Herbert Weißbach                                                        |
| 11           | 5             | 30. August 1970    | Der falsche Vater     | Almut Eggert, Rainer Rudolph, Wolfgang Spier                                           |
| 12           | 6             | 13. September 1970 | Auf Freiersfüßen      | Ruth Stephan, Helmut Schmid, Birke Bruck, Edith Teichmann, Werner Stock                |